# عامر شيخوني
عامر شيخوني هو طبيب عربي ولد في سورية سنة 1950 ودرس الطب في جامعة حلب وتخصص في الجراحة العامة وجراحة القلب والصدر في الولايات المتحدة الأمريكية وكان من رواد جراحة القلب والصدر والأوعية الدموية وزراعة الكلى في دولة قطر وفي سورية.

## نشأته
ولد في قرية الباب قرب مدينة حلب في 31 مايو 1950 وانتقل مع أسرته إلى حلب حيث درس وكان متفوقاً وأنهى المرحلة الثانوية في مدرسة المأمون سنة 1968 ثم تخرج بتقدير ممتاز من كلية الطب بجامعة حلب سنة 1974 وعمل في مستشفى المقاصد الخيرية ومستشفى الحازمية ببيروت لمدة سنة قبل أن يسافر إلى الولايات المتحدة الأمريكية ليتابع الدراسة والاختصاص.

## تخصصه الدراسي
درس الجراحة العامة في جامعة توليدو حيث تدرب على يد William Blakemore, Robert Tidrik وحصل على شهادة البورد سنة 1981. ثم تابع تخصصه في جراحة القلب والصدر في جامعة كارولاينا الجنوبية الطبية كلية الطب تحت إشراف Fred Crawford وحصل على شهادة البورد سنة 1983. عمل أستاذاً مساعداً في تلك الجامعة حتى سنة 1985 حين انتقل عائداً إلى قطر حيث عمل طبيباً استشارياً في جراحة القلب والصدر والأوعية الدموية في مؤسسة حمد الطبية حتى سنة 1996.

## حياته العملية
عمل في دولة قطر خلال الفترة 1985-1996 حيث شارك في تأسيس جراحة القلب المفتوح وجراحة الصدر والأوعية الدموية وبدأ عمليات زرع الكلية مع د. علي حجازي، كما ساهم في تطوير التعليم الطبي وتأسيس برنامج البورد العربي في الجراحة العامة مع د. عبد الله الباكر. وطور قسم العلاج التنفسي وأسس التعليم المنهجي فيه، وكذلك ساهم مع د.حجرأحمد حجر البنعلي في وضع أول قاعدة بيانات إلكترونية في قطر تم فيها تسجيل كافة الحالات القلبية الحادة في قطر حفظت فيها معلومات طبية عن عشرات الآلاف من المرضى ونشر منها عدة تقارير وأبحاث طبية رائدة في مجلات علمية عالمية. كما وضع أول قاعدة بيانات إلكترونية لكافة عمليات القلب والصدر والأوعية الدموية في قطر.
عاد إلى مدينة حلب في سورية سنة 1996 حيث أسس أول مركز لجراحة القلب المفتوح في تلك المدينة وقام فيه بإجراء أول عملية قلب مفتوح بحلب في 31/5/1996 وتابع إجراء عمليات القلب المفتوح عند الكبار وعند الأطفال وكذلك عمليات الصدر والأوعية الدموية وقام بإجراء أول عملية لزرع الكلية بحلب أيضاً في 26/8/2000. وفي سنة 2004 تم تكليفه بإنشاء مركز جراحة القلب والأوعية الدموية بجامعة حلب ونجح بإجراء أول عملية قلب مفتوح في جامعة حلب في أبريل 2005 وكذلك قام فيه بإجراء عمليات زرع الكلية. وفي سنة 2006 تم استدعاؤه ثانية إلى دولة قطر لكي يساهم في تأسيس مركز متخصص لأمراض القلب.
عاد إلى قطر سنة 2006 وساهم في تأسيس مستشفى القلب في مؤسسة حمد الطبية تحت إشراف د. حجر أحمد حجر البنعلي وتم افتتاح المركز وإجراء العمليات فيه سنة 2011. وانضم إلى الهيئة التدريسية السريرية لكلية طب كورنل في قطر كأستاذ مشارك، كما أصبح سنة 2018 بروفسوراً في الجراحة السريرية في كلية الطب بجامعة قطر وتم تكليفه سنة 2015 مديراً عاماً لمشروع المستشفى التعليمي.

## كتبه ومنشوراته
كتاب "جسور إلى اللانهاية" نشر سنة 2011 وهو كتاب في الرياضيات مترجم عن الإنكليزية " Bridges to Infinity " من تأليف الدكتور Michael Guillen
كتاب "دائرة الخوف" نشر سنة 2015 وهو ترجمة لأطروحة دكتوراه في العلوم السياسية نشرت بالإنكليزية تحت عنوان "Cycle of Fear" من تأليف الدكتور Leon Goldsmith
نشر من تأليفه كتاب "قصة القلب كيف كشفه رجاله" 2016 وكتاب "قصة الوراثة كيف كشفها رجالها" 2017 وكتاب "قصة المناعة كيف كشفها رجالها" 2017.
نشر خمسين بحثاً علمياً في مجلات علمية دولية معتمدة، كما قدم محاضرات في مؤتمرات علمية عديدة في أمريكا والصين وقطر ومصر وسورية. وله مقالات أدبية منشورة في مجلات عربية مثل مجلة العربي ومجلة الدوحة، وقدم محاضرات ومقالات في النقد المسرحي والفني والموسيقي، كما كان عضواً مؤسساً لفرقة الجلاء للأناشيد الوطنية بحلب 2001-2006 ومديراً مؤسساً للفرقة العربية للأناشيد الوطنية 2007-2012 ومديراً مؤسساً للفرقة العربية للأناشيد الشعبية 2017.

## حياته الشخصية
تزوج من لميس عبارة سنة 1975 التي كانت دارسة للأدب الفرنسي والتاريخ وأنجبا بنتاً (ديمة) وصبيين (محمد عمر وباسم)، في عام 2016 توفيت بعد إصابتها بسرطان القولون وحزن عليها حزناً شديداً أثر سلباً على حياته المهنية فتوقف عن ممارسة الطب السريري وانعكف إلى الكتابة والترجمة والتأليف. في عام 2018 تزوج من الصيدلانية ندى الأصيل.